# Фролуа (Кот-д’Ор)
Фролуа́ (фр. Frôlois) — коммуна во Франции, находится в регионе Бургундия. Департамент коммуны — Кот-д’Ор. Входит в состав кантона Венаре-Ле-Лом. Округ коммуны — Монбар.
Код INSEE коммуны — 21288.

## Население
Население коммуны на 2010 год составляло 181 человек.
| 1962 | 1968 | 1975 | 1982 | 1990 | 1999 | 2010 |
| ---- | ---- | ---- | ---- | ---- | ---- | ---- |
| 347  | 303  | 266  | 248  | 240  | 190  | 181  |

## Экономика
В 2010 году среди 108 человек трудоспособного возраста (15—64 лет) 80 были экономически активными, 28 — неактивными (показатель активности — 74,1 %, в 1999 году было 62,7 %). Из 80 активных жителей работали 77 человек (43 мужчины и 34 женщины), безработных было 3 (1 мужчина и 2 женщины). Среди 28 неактивных 5 человек были учениками или студентами, 13 — пенсионерами, 10 были неактивными по другим причинам.